# 全国高等学校7人制ラグビーフットボール大会
全国高等学校7人制ラグビーフットボール大会（ぜんこくこうとうがっこう7にんせいラグビーフットボールたいかい）は、毎年7月に菅平高原（長野県上田市）のサニアパークで行われている高校7人制ラグビー（7人制ラグビー）の男子大会。47都道府県から高校単位で1チームずつと、前回優勝校1チームの、計48チームが出場する。
予選プールの結果により、16チームずつ「カップ」「プレート」「ボウル」の3つの決勝トーナメントに分かれて、それぞれの優勝校を決める。
1998年から2010年まで「高校セブンズラグビーフットボール選手権大会」として開催され、2014年から現在の大会となった。

## 概要

### 2025年 第12回全国高等学校7人制ラグビーフットボール大会
出典：
- 主催：日本ラグビーフットボール協会
- 後援：スポーツ庁、 長野県教育委員会、上田市、上田市教育委員会、毎日新聞社
- 主管： 全国高等学校体育連盟ラグビーフットボール専門部、関東ラグビーフットボール協会、長野県ラグビーフットボール協会
- 高校ラグビーパートナー：三井住友銀行
- 協賛：明治
- 目的：(1) 予選を勝ち抜いた各都道府県のトップチームの大会を開催することによって、オリンピックに向けた7人制ラグビーの強化普及を目指す。(2) 7人制ラグビーの優秀選手を発掘する機会を設けてセブンズの強 化に寄与する。(3) ラグビー競技への単独チームでの出場数を増やす。

- 期日：2025年7月22日・23日・24日・25日
- 会場：アンダーアーマー菅平サニアパーク メイン・A・B・Dグランド（長野県上田市菅平高原）
- 予選プールは、全48チームを3チームずつ16のプールに分けて総当たり戦を行う。予選プール1位はカップ、2位はプレート、3位はボウル の決勝トーナメントへ進む。
- 決勝トーナメントは、予選プールの成績に応じてカップ・プレート・ボウルの各トーナメント戦を行い、勝者を決める。カップ・プレート・ボウルトーナメントの決勝において、同点の場合は両者優勝。

## 歴史
高校生の夏休み期間に、長野県上田市菅平高原のサニアパークで開催されている大会。
高校生の7人制ラグビー大会は、1998年に高校セブンズラグビーフットボール選手権大会として開催されていたが、2001年を最後に「ジャパンセブンズ選手権大会」に吸収され、終了した。
2014年、「全国高等学校7人制ラグビーフットボール大会」として13年ぶりに菅平高原サニアパークで再開した。7人制ラグビーがオリンピック競技に加わるリオデジャネイロオリンピックへ向けた強化及び普及の一環とした。47都道府県から高校単位で1チームずつと、第1回大会では開催県の長野県にもう1枠が与えられた。第2回からは、47都道府県各1チームと、前回のカップ優勝校1チーム、計48チームが出場となる。
2014年（第1回）から2019年（第6回）まで、スポーツ用品メーカー アシックスの特別協賛により「アシックスカップ」となった。
2014年（第1回）の2日目に雷雨のため予選プールの一部試合が途中で打ち切られ、再試合となったり、集団食中毒に巻き込まれ決勝トーナメントを棄権するチームが出るなど、トラブルが相次いだ。
2020年4月から、三井住友銀行が高校ラグビーパートナーとなった。同年の第7回大会は、新型コロナウイルス感染症の世界的流行のため中止となった。

## 歴代記録
| 高校セブンズラグビーフットボール選手権大会 |      |                                                |                                                |                                                |                                                |                                                |                      |
| 回                                         | 年度 | 優勝                                           | 決勝戦 スコア                                  | 準優勝                                         | 備考                                           | 備考                                           | 備考                 |
| 1                                          | 1998 | 大阪工大高（大阪）                             | 38-19                                          | 茗溪学園（茨城）                               |                                                |                                                |                      |
| 2                                          | 1999 | 天理（奈良）                                   | 40-10                                          | 東海大仰星（大阪）                             |                                                |                                                |                      |
| 3                                          | 2000 | 大阪工大高（大阪）                             | 33-21                                          | 佐賀工（佐賀）                                 |                                                |                                                |                      |
| 4                                          | 2001 | 東海大仰星（大阪）                             | 31-19                                          | 東海大翔洋（静岡）                             | 2002年から「ジャパンセブンズ選手権大会」に吸収 | 2002年から「ジャパンセブンズ選手権大会」に吸収 |                      |
| 全国高等学校7人制ラグビーフットボール大会  |      |                                                |                                                |                                                |                                                |                                                |                      |
| 回                                         | 年度 | カップ優勝 (数字は回数)                        | カップ決勝戦 スコア                            | カップ準優勝                                   | プレート優勝                                   | ボウル優勝                                     | 備考                 |
| 1                                          | 2014 | 東福岡（福岡）1                                | 26-12                                          | 御所実（奈良）                                 | 國學院栃木（栃木）                             | 秋田工業（秋田）                               | [ 10 ] [ 4 ]         |
| 2                                          | 2015 | 東海大仰星（大阪）1                            | 21-14                                          | 京都成章（京都）                               | 佐賀工業（佐賀）                               | 三本木農業（青森）                             | [ 11 ]               |
| 3                                          | 2016 | 東福岡（福岡）2                                | 19-15                                          | 伏見工業・京都工学院（京都）                   | 桐蔭学園（神奈川）                             | 常翔学園（大阪）                               | [ 12 ] [ 13 ]        |
| 4                                          | 2017 | 東福岡（福岡）3                                | 26-19                                          | 京都成章（京都）                               | 尾道（広島）                                   | 長崎北陽台（長崎）                             | [ 14 ] [ 15 ] [ 16 ] |
| 5                                          | 2018 | 流通経済大柏（千葉）1                          | 17-5                                           | 東海大大阪仰星（大阪）                         | 城東（東京） 石見智翠館（島根）                | 日本航空石川（石川）                           | [ 17 ] [ 18 ]        |
| 6                                          | 2019 | 桐蔭学園（神奈川）1                            | 24-22                                          | 國學院栃木（栃木）                             | 天理（奈良）                                   | 光泉（滋賀）                                   | [ 19 ] [ 20 ]        |
| 7                                          | 2020 | 新型コロナウイルス感染症の世界的流行のため中止 | 新型コロナウイルス感染症の世界的流行のため中止 | 新型コロナウイルス感染症の世界的流行のため中止 | 新型コロナウイルス感染症の世界的流行のため中止 | 新型コロナウイルス感染症の世界的流行のため中止 | [ 9 ]                |
| 8                                          | 2021 | 東海大大阪仰星（大阪）2                        | 17-14                                          | 國學院栃木（栃木）                             | 流通経済大柏（千葉）                           | 札幌山の手（北海道）                           | [ 21 ]               |
| 9                                          | 2022 | 報徳学園（兵庫）1                              | 31-17                                          | 東福岡（福岡）                                 | 常翔学園（大阪）                               | 青森山田（青森）                               | [ 22 ]               |
| 10                                         | 2023 | 佐賀工業（佐賀）1                              | 31-14                                          | 桐蔭学園（神奈川）                             | 石見智翠館（島根）                             | 尾道（広島）                                   | [ 23 ]               |
| 11                                         | 2024 | 桐蔭学園（神奈川）2                            | 14-12                                          | 大分東明（大分）                               | 京都工学院（京都）                             | 流通経済大柏（千葉）                           | [ 24 ] [ 25 ] [ 26 ] |
| 12                                         | 2025 | 國學院栃木（栃木）1                            | 33-7                                           | 大分東明（大分）                               | 中部大春日丘（愛知）                           | 石見智翠館（島根）                             | [ 27 ]               |
| 回                                         | 年度 | カップ優勝 (数字は回数)                        | カップ決勝戦 スコア                            | カップ準優勝                                   | プレート優勝                                   | ボウル優勝                                     | 備考                 |

## 配信
2025年7月11日現在
- 毎日放送（MBS）「HANAZONO LIVE」で全試合をライブ配信・見逃し配信[1]。
- J SPORTSオンデマンド（全試合配信）